# Lista ambasadorilor României în China
Ambasadorul României în China este reprezentantul oficial al Guvernului României pe lângă Guvernul de la Beijing⁠(d) (Republica Populară Chineză). El este acreditat simultan ca ambasador la Ulaanbaatar (Mongolia).
China este astăzi cel mai mare partener comercial al României după Uniunea Europeană, iar relațiile comerciale bilaterale⁠(d) se caracterizează printr-un ritm accelerat de dezvoltare.

## Ambasadori ai României în China

### Miniștri ai României în Manciukuo (1940–1945)
La 1 decembrie 1940, urmând politica Germaniei naziste, România a recunoscut statul marionetă Manciukuo și l-a desemnat concomitent pe ministrul României în Japonia ca ministru în Manciukuo. În 24 martie 1941 Regatul României a stabilit relații diplomatice la nivel de legație cu Manciukuo, stat marionetă aflat sub controlul Japoniei.
| Nume               | Numire         | Sosirea la post | Prezentarea scrisorilor de acreditare | Plecarea de la post | Grad diplomatic | Însărcinări diplomatice                 | Observații                       | Observații |
| ------------------ | -------------- | --------------- | ------------------------------------- | ------------------- | --------------- | --------------------------------------- | -------------------------------- | ---------- |
| Gheorghe Băgulescu | decembrie 1940 |                 | 27 mai 1941                           |                     | Ministru        | Ministru extraordinar și plenipotențiar | Concomitent ambasador în Japonia |            |

### Miniștri ai României în Republica Chineză (regimul Wang Jingwei) (1941–1945)
La 3 iulie 1939 România a stabilit relații diplomatice la nivel de ministru cu statul marionetă Republica Chineză⁠(d). La 1 iulie 1941 România a urmat din nou politica Germaniei naziste prin recunoașterea regimului lui Wang Jingwei și l-a desemnat concomitent pe ministrul în Japonia ca ministru pe lângă guvernul național reorganizat al lui Wang Jingwei.
| Nume               | Numire     | Sosirea la post | Prezentarea scrisorilor de acreditare | Plecarea de la post | Grad diplomatic | Însărcinări diplomatice                 | Observații                                               | Observații |
| ------------------ | ---------- | --------------- | ------------------------------------- | ------------------- | --------------- | --------------------------------------- | -------------------------------------------------------- | ---------- |
| Gheorghe Băgulescu | iulie 1941 | 28 iulie 1941   | 30 iulie 1941                         | 30 aprilie 1943     | Ministru        | Ministru extraordinar și plenipotențiar | Concomitent ambasador în Japonia                         |            |
| Nicolae Rădulescu  |            |                 |                                       |                     | Ministru        | Ministru extraordinar și plenipotențiar | Concomitent ambasador în Japonia, numit ministru în 1944 |            |

### Ambasadori ai României în Republica Populară Chineză (din 1950)
La 3 iulie 1939 România a stabilit relații diplomatice la nivel de ministru cu Republica Chineză, dar nu a trimis un ministru în China. La 1 iulie 1941, pentru că România a recunoscut regimul lui Wang Jingwei, guvernul naționalist al lui Ciang Kai-șek a anunțat că va rupe relațiile diplomatice cu România. La 5 octombrie 1949 România a stabilit relații diplomatice cu Republica Populară Chineză.
| Nume                          | Numire        | Sosirea la post    | Prezentarea scrisorilor de acreditare | Plecarea de la post | Grad diplomatic | Însărcinări diplomatice                  | Observații                                      | Observații |
| ----------------------------- | ------------- | ------------------ | ------------------------------------- | ------------------- | --------------- | ---------------------------------------- | ----------------------------------------------- | ---------- |
| Teodor Rudenco⁠(d)             |               | 19 februarie 1950  | 10 martie 1950                        | 18 noiembrie 1952   | Ambasador       | Ambasador extraordinar și plenipotențiar | Primul ambasador al României în China           |            |
| Iacob Coțoveanu⁠(d)            |               | 23 decembrie 1952  | 29 decembrie 1952                     | iunie 1956          | Ambasador       | Ambasador extraordinar și plenipotențiar |                                                 |            |
| Nicolae Cioroiu⁠(d)            |               | 26 iunie 1956      | 28 iunie 1956                         | octombrie 1957      | Ambasador       | Ambasador extraordinar și plenipotențiar |                                                 |            |
| Teodor Rudenco⁠(d)             |               | 15 noiembrie 1957  | 16 noiembrie 1957                     | 27 decembrie 1958   | Ambasador       | Ambasador extraordinar și plenipotențiar | Al doilea mandat de ambasador în China          |            |
| Barbu Zaharescu               |               | 8 februarie 1959   | 17 februarie 1959                     | 29 martie 1961      | Ambasador       | Ambasador extraordinar și plenipotențiar |                                                 |            |
| Dumitru Gheorghiu             | 29 iulie 1961 | 22 septembrie 1961 | 24 septembrie 1961                    | 19 martie 1966      | Ambasador       | Ambasador extraordinar și plenipotențiar |                                                 |            |
| Aurel Duma⁠(d)                 | 3 martie 1966 | 29 aprilie 1966    | 30 aprilie 1966                       | 22 decembrie 1971   | Ambasador       | Ambasador extraordinar și plenipotențiar |                                                 |            |
| Nicolae Gavrilescu⁠(d)         |               | 12 ianuarie 1972   | 15 ianuarie 1972                      | 24 iunie 1978       | Ambasador       | Ambasador extraordinar și plenipotențiar |                                                 |            |
| Florea Dumitrescu             |               | 10 iulie 1978      | 12 iulie 1978                         | aprilie 1983        | Ambasador       | Ambasador extraordinar și plenipotențiar |                                                 |            |
| Angelo Miculescu              |               |                    | 18 aprilie 1983                       | aprilie 1990        | Ambasador       | Ambasador extraordinar și plenipotențiar |                                                 |            |
| Romulus Ioan Budura           |               | 30 iulie 1990      | 27 august 1990                        | iunie 1995          | Ambasador       | Ambasador extraordinar și plenipotențiar |                                                 |            |
| Virgiliu Constantinescu       |               | 26 februarie 1996  | 4 martie 1996                         | iunie 1998          | Ambasador       | Ambasador extraordinar și plenipotențiar |                                                 |            |
| Ioan Donca                    |               | 20 martie 1999     | 16 aprilie 1999                       | 2002                | Ambasador       | Ambasador extraordinar și plenipotențiar |                                                 |            |
| Viorel Isticioaia-Budura      |               | 22 octombrie 2002  | 20 noiembrie 2002                     | 2011                | Ambasador       | Ambasador extraordinar și plenipotențiar | Ginerele fostului ambasador Romulus Ioan Budura |            |
| Doru Romulus Costea           |               |                    | 1 martie 2012                         | februarie 2017      | Ambasador       | Ambasador extraordinar și plenipotențiar |                                                 |            |
| Basil Vasilică Constantinescu |               | octombrie 2017     | 5 decembrie 2017                      | 2023                | Ambasador       | Ambasador extraordinar și plenipotențiar |                                                 |            |
| Dan-Horia Maxim               | august 2023   | 4 noiembrie 2023   | 30 ianuarie 2024                      | prezent             | Ambasador       | Ambasador extraordinar și plenipotențiar |                                                 |            |